# Карабашская гора
Карабашская гора (тат. Карабаш тавы) — памятник природы регионального значения, расположенный в Бугульминском районе Республики Татарстан вблизи посёлка Карабаш. Представляет собой денудационную поверхность отрога Бугульминско-Белебеевской возвышенности с выраженным стоком к Карабашскому водохранилищу с уникальным сочетанием различных растительных группировок лесостепей и широколиственных лесов.

## История
Постановлением Совета Министров Татарской АССР от 24 апреля 1989 г. N 167 на территории Бугульминского района Татарской АССР гряда холмов к северу от посёлка Карабаш была признана памятником природы регионального значения с выделением 30-метровой охранной зоны.

## Описание
Растительный покров горы представлен фрагментами каменистой, луговой и кустарниковой степи на склонах южной, западной и восточной экспозиции и широколиственным лесом на северном склоне, что и определяет богатство видов флоры и животного мира. Всего обнаружено более 170 видов сосудистых растений, из них 60 видов включены в Красную книгу Республики Татарстан: рябчик русский, копеечник крупноцветковый, астрагал Цингера, шаровница крапчатая и другие.
На охраняемой территории обитают включенные в Красную книгу РТ булавоусые чешуекрылые: махаон, мнемозина (в северной части, ближе к лесу), пестроглазка галатея и дриада.
Территория Карабашской горы подвержена сильному антропогенному воздействию: здесь осуществляется выпас скота, а также добывается строительный камень.